# Lista monumentelor ocrotite de stat din raionul Basarabeasca
Lista monumentelor din raionul Basarabeasca cuprinde monumentele patrimoniului cultural din raionul Basarabeasca înscrise în Registrul monumentelor Republicii Moldova ocrotite de stat.
Registrul monumentelor Republicii Moldova ocrotite de stat a fost aprobat prin Hotărârea Parlamentului nr. 1531-XII împreună cu Legea nr. 1530-XII privind ocrotirea monumentelor RM din 22 iunie 1993. În Monitorul Oficial nr. 1 din 1994 a fost publicată doar Legea, fără a include însă și Registrul, care a fost publicat mult mai târziu, la 2 februarie 2010. A nu se confunda cu Registrul arheologic național sau cel al monumentelor de for public, care sunt liste diferite ce vizează doar anumite compartimente ale patrimoniului cultural, întocmite în baza unor legi separate.
Lista completă este menținută și actualizată periodic de către Ministerul Culturii din Republica Moldova, dar înainte ca modificările să intre în vigoare acestea trebuie să fie aprobate de către Parlament. Această listă este menită să cuprindă și actualizările ulterioare.
| Nr. | Localizare                                                                | Denumire                                                      | Datare                            | Tip | Însemnătate | Imagine                 | Erori             |
| --- | ------------------------------------------------------------------------- | ------------------------------------------------------------- | --------------------------------- | --- | ----------- | ----------------------- | ----------------- |
| 1   | Basarabeasca 46°19′52″N 28°57′52″E / 46.331107335153°N 28.964416538123°E  | Biserica „Sf. Nicolae”                                        | 1911                              | At  | N           | galerie \| Încarcă foto | Raportează eroare |
| 2   | Basarabeasca 46°19′38″N 28°59′00″E / 46.327356125556°N 28.983348522312°E  | Complexul de clădiri al nodului de cale ferată                | jum. II a sec. XIX – înc. sec. XX | At  | N           | galerie \| Încarcă foto | Raportează eroare |
| 3   | Basarabeasca                                                              | Clădirea fostului conac                                       | jum. II a sec. XIX                | At  | N           | Încarcă foto            | Raportează eroare |
| 4   | Basarabeasca 46°20′04″N 28°57′27″E / 46.334371°N 28.957605°E              | Monument la mormântul comun al 20 ostași căzuți în 1944       |                                   | Is  | N           | galerie \| Încarcă foto | Raportează eroare |
| 5   | Abaclia 46°21′54″N 28°55′50″E / 46.365077240448°N 28.930435147776°E       | Biserica „Sf. Arhangheli Mihail și Gavriil”                   | 1817                              | At  | N           | galerie \| Încarcă foto | Raportează eroare |
| 6   | Abaclia 46°21′47″N 28°56′06″E / 46.362958631021°N 28.934864321382°E       | Casa în care, în anii 1900-1917, a locuit I. F. Secrieru      |                                   | Is  | N           | galerie \| Încarcă foto | Raportează eroare |
| 7   | Abaclia 46°21′50″N 28°55′59″E / 46.363812°N 28.93298°E                    | Monument în memoria consătenilor căzuți în război (1941-1945) |                                   | Is  | L           | galerie \| Încarcă foto | Raportează eroare |
| 8   | Avdarma 46°15′14″N 28°50′17″E / 46.253871163551°N 28.838091710693°E       | Biserica „Sf. Arhanghel Mihail”                               | 1863                              | At  | N           | galerie \| Încarcă foto | Raportează eroare |
| 9   | Bașcalia 46°18′27″N 28°46′54″E / 46.307604513356°N 28.781600951856°E      | Biserica „Sf. Arhanghel Mihail”                               | 1877                              | At  | N           | Încarcă foto            | Raportează eroare |
| 10  | Bașcalia 46°18′25″N 28°46′56″E / 46.306875642487°N 28.782213854821°E      | Monument în memoria consătenilor căzuți în război (1941-1945) |                                   | Is  | L           | Încarcă foto            | Raportează eroare |
| 11  | Carabetovca 46°24′57″N 28°54′33″E / 46.415871378701°N 28.909266245455°E   | Biserica „Acoperământul Maicii Domnului”                      | sec. XIX                          | At  | N           | galerie \| Încarcă foto | Raportează eroare |
| 12  | Carabetovca 46°24′55″N 28°54′32″E / 46.415321878255°N 28.908865748141°E   | Monument în memoria consătenilor căzuți în război (1941-1945) |                                   | Is  | L           | galerie \| Încarcă foto | Raportează eroare |
| 16  | Chiriet-Lunga 46°12′25″N 28°56′16″E / 46.206946378695°N 28.937906765762°E | Biserica „Sf. Nicolae”                                        | 1864                              | At  | N           | Încarcă foto            | Raportează eroare |
| 17  | Chiriet-Lunga 46°12′26″N 28°56′13″E / 46.207190436789°N 28.937080122308°E | Monument la mormântul parașutiștilor căzuți în 1944           |                                   | Ar  | N           | Încarcă foto            | Raportează eroare |
| 18  | Cioc-Maidan 46°21′42″N 28°48′50″E / 46.361578082213°N 28.813794068299°E   | Biserica „Înălțarea Domnului”                                 | 1861                              | At  | N           | galerie \| Încarcă foto | Raportează eroare |
| 19  | Iserlia 46°29′09″N 28°57′11″E / 46.485902°N 28.952976°E                   | Monument în memoria consătenilor căzuți în război (1941-1945) |                                   | Is  | L           | galerie \| Încarcă foto | Raportează eroare |
| 20  | Sadaclia 46°26′50″N 28°52′50″E / 46.447358422612°N 28.880627658909°E      | Biserica „Nașterea Maicii Domnului”                           | 1885                              | At  | N           | galerie \| Încarcă foto | Raportează eroare |
| 21  | Sadaclia 46°26′51″N 28°52′44″E / 46.447635°N 28.878912°E                  | Monument în memoria consătenilor căzuți în război (1941-1945) |                                   | Is  | L           | galerie \| Încarcă foto | Raportează eroare |